# 神野卓哉
神野 卓哉（じんの たくや、1970年6月1日 - ）は、埼玉県草加市出身の元サッカー選手、サッカー指導者。選手時代のポジションは主にフォワード（FW）。初代J2得点王。

## 経歴
修徳高校在学時に頭角を現し、2年次には東京都選抜の一員として国体でベスト4、3年次には高校総体でベスト8に進出した。
1989年に同校を卒業し、日本サッカーリーグ1部の日産自動車サッカー部（現横浜F・マリノス）に加入。当初は日産の厚い選手層の中で出場機会を得られずにいたが、1990-91シーズンにオスカー監督の抜擢によりリーグデビュー。縦への鋭い突破で、第8節の読売サッカークラブ（現東京ヴェルディ）戦で初得点を決めると、その後も1990-91シーズン後期、1992年のJリーグカップ、第72回天皇杯全日本サッカー選手権大会決勝延長戦での決勝ゴールなど、読売クラブや後継の東京V戦になると得点を重ねたことから読売キラーの異名で呼ばれ スーパーサブとして活躍した。
1991年にバルセロナ五輪予選代表に選ばれ、翌1992年のアジア最終予選に出場。またハンス・オフト監督時代には日本代表にも召集され、アジアカップのメンバーにも選出されたが、国際Aマッチ出場機会はなかった。
1996年、ジャパンフットボールリーグ・ヴィッセル神戸へ移籍。同年のリーグ戦で二桁得点を挙げ、翌年からのJリーグ昇格に貢献したが、Jリーグでは振るわず1998年限りで契約非更新となる。1999年よりJリーグは2部制（J2創設）となり、J2・大分トリニータに加入。MF崔大植という良きパートナーを得たことで 持ち前のスピード も活き、経験で培ったポジショニングとアイデアでウィル、真下佐登史、ツゥットらとの得点王争いを制して初代J2得点王となった。
2000年、J1・FC東京へと移籍。ゴール前へ飛び込む勇気を評価されていたが、負傷による出遅れの間に FWにはアマラオとツゥットの2トップが定着。攻撃の活性化を図るための途中出場や、アマラオ負傷の間の穴埋めといった役割が主となり、1年限りで退団した。2001年には大分へ復帰。
2001年7月よりJ2・横浜FCへ移籍。合流直後のサガン鳥栖戦で早速得点を挙げ、主力の一角として活躍した。2003年限りで現役を引退。2004年から2009年まで同クラブで強化担当を務めた。
2010年より株式会社オンゼの代表取締役に就いている。2011年、ガイナーレ鳥取強化部スタッフを務める。同年、A級コーチジェネラルライセンス取得。
2012年より、アビスパ福岡のチーム統括部長に就任。同年S級ライセンス取得。福岡のJ1復帰を果たせず、2014年限りで退任。
2015年よりAC長野パルセイロの強化部長に就任。2016年11月退任。
2017年6月、古巣である横浜FCの会長兼スポーツダイレクターである奥寺康彦から「やってくれ」とのオファーを受け、ニッパツ横浜FCシーガルズ
の監督に就任。
2020年10月14日、ニッパツ横浜FCシーガルズと監督の契約を解除して退任した。
2021年シーズンよりFC琉球の強化部長に就任。2022年シーズンまで務めた。
2023年シーズンは、いわてグルージャ盛岡の強化部長に就任。シーズン途中の5月にGMに就任、強化部長との兼任業務となった。
2024年5月8日、中三川哲治の後任として岩手の監督に就任。GM職も兼任する。同年8月18日、岩手の監督を退任。兼任していたGMおよび強化部長は続投する。同年11月25日、GM兼強化部長から退任した。
2025年、J3に加盟したばかりの高知ユナイテッドSCのヘッドコーチに就任。同年6月29日、パワハラ指導の申し立てを受けた秋田豊監督が休養することに伴い、当面の間チームの指揮を取ることとなった。

## 所属クラブ
- 住吉スポーツ少年団 (草加市立稲荷小学校)[15][10]
- 草加市立松江中学校[3][15]
- 修徳高等学校[3]
- 1989年 - 1995年 日産自動車 / 横浜マリノス
- 1996年 - 1998年 ヴィッセル神戸
- 1999年 大分トリニータ
- 2000年 FC東京
- 2001年1月 - 同年6月 大分トリニータ
- 2001年7月 - 2003年 横浜FC

## 個人成績
| 国内大会個人成績 | 国内大会個人成績 | 国内大会個人成績 | 国内大会個人成績 | 国内大会個人成績 | 国内大会個人成績 | 国内大会個人成績 | 国内大会個人成績  | 国内大会個人成績 | 国内大会個人成績 | 国内大会個人成績 | 国内大会個人成績 |
| 年度             | クラブ           | 背番号           | リーグ           | リーグ戦         | リーグ戦         | リーグ杯         | リーグ杯          | オープン杯       | オープン杯       | 期間通算         | 期間通算         |
| 年度             | クラブ           | 背番号           | リーグ           | 出場             | 得点             | 出場             | 得点              | 出場             | 得点             | 出場             | 得点             |
| 日本             | 日本             | 日本             | 日本             | リーグ戦         | リーグ戦         | JSL杯/ナビスコ杯 | JSL杯/ナビスコ杯  | 天皇杯           | 天皇杯           | 期間通算         | 期間通算         |
| ---------------- | ---------------- | ---------------- | ---------------- | ---------------- | ---------------- | ---------------- | ----------------- | ---------------- | ---------------- | ---------------- | ---------------- |
| 1989-90          | 日産             | 22               | JSL1部           | 0                | 0                | 1                | 0                 |                  |                  |                  |                  |
| 1990-91          | 日産             | 22               | JSL1部           | 15               | 4                | 0                | 0                 |                  |                  |                  |                  |
| 1991-92          | 日産             | 19               | JSL1部           | 15               | 0                | 1                | 0                 |                  |                  |                  |                  |
| 1992             | 横浜M            | -                | J                | -                | -                | 9                | 3                 | 5                | 2                | 14               | 5                |
| 1993             | 横浜M            | -                | J                | 19               | 2                | 2                | 0                 | 0                | 0                | 21               | 2                |
| 1994             | 横浜M            | -                | J                | 25               | 3                | 2                | 0                 | 0                | 0                | 27               | 3                |
| 1995             | 横浜M            | -                | J                | 39               | 3                | -                | -                 | 1                | 0                | 40               | 3                |
| 1996             | 神戸             | 11               | 旧JFL            | 30               | 10               | -                | -                 | 3                | 2                | 33               | 12               |
| 1997             | 神戸             | 11               | J                | 29               | 1                | 6                | 0                 | 2                | 0                | 37               | 1                |
| 1998             | 神戸             | 11               | J                | 28               | 2                | 3                | 0                 | 2                | 1                | 33               | 3                |
| 1999             | 大分             | 28               | J2               | 36               | 19               | 4                | 1                 | 3                | 6                | 43               | 26               |
| 2000             | FC東京           | 15               | J1               | 18               | 4                | 2                | 0                 | 0                | 0                | 20               | 4                |
| 2001             | 大分             | 28               | J2               | 9                | 0                | 4                | 0                 | -                | -                | 13               | 0                |
| 2001             | 横浜FC           | 26               | J2               | 25               | 8                | -                | -                 | 4                | 5                | 29               | 13               |
| 2002             | 横浜FC           | 16               | J2               | 40               | 8                | 0                | 0                 | 2                | 0                | 42               | 8                |
| 2003             | 横浜FC           | 16               | J2               | 10               | 0                | -                | -                 | 0                | 0                | 10               | 0                |
| 通算             | 日本             | 日本             | J1               | 158              | 15               | 24               | 3                 | 10               | 3                | 192              | 21               |
| 通算             | 日本             | 日本             | J2               | 120              | 35               | 8                | 1                 | 9                | 11               | 137              | 47               |
| 通算             | 日本             | 日本             | JSL1部           | 30               | 4                | 2                | 0\|\|\|\|\|\|\|\| |                  |                  |                  |                  |
| 通算             | 日本             | 日本             | 旧JFL            | 30               | 10               | -                | -                 | 3                | 2                | 33               | 12               |
| 総通算           | 総通算           | 総通算           | 総通算           | 338              | 64               | 34               | 4\|\|\|\|\|\|\|\| |                  |                  |                  |                  |

その他の公式戦
- 1998年
  - J1参入決定戦 2試合0得点

出場歴
- 1993年5月19日：Jリーグ初出場 - サントリーシリーズ第2節 vsガンバ大阪 (三ツ沢)[3]
- 1993年7月03日：Jリーグ初得点 - サントリーシリーズ第15節 vs鹿島アントラーズ (カシマ)[3]

## 代表歴
- 日本代表 (1992年、0試合0得点)

## 指導歴・職歴
- 2004年 - 2009年 横浜FC 強化担当
- 2010年 パルピターレ / 横浜シーサイドフォーラムSC コーチ[19]
- 2011年 ガイナーレ鳥取 強化部
- 2012年 - 2014年 アビスパ福岡 チーム統括部長
- 2015年 - 2016年 AC長野パルセイロ 強化部長
- 2017年6月 - 2020年10月 ニッパツ横浜FCシーガルズ 監督
- 2021年 - 2022年 FC琉球 強化部長
- 2023年 - 2024年11月 いわてグルージャ盛岡
  - 2023年 - 2024年11月 強化部長
  - 2023年5月 - 2024年11月 GM(兼任)
  - 2024年5月 - 8月 監督(兼任)
- 2025年 - 高知ユナイテッドSC ヘッドコーチ

## タイトル

### クラブ
日産自動車サッカー部/横浜マリノス
- 天皇杯全日本サッカー選手権大会：2回 (1991年、1992年)
- J1リーグ：1回 (1995年）

### 個人
- J2リーグ初代得点王 (1999年)